# Al-Muntásir
Al-Muntásir (en árabe: المنتصر بالله al-muntaṣir bi-llāh) (n. 837 – 8 de junio de 862) fue el califa abasí de 861 a 862. Su título significa: El que triunfa por Alá. Sucedió a su padre en el trono califal en 861, gracias al apoyo de la facción turca, y tras el asesinato de su predecesor por un soldado turco. Al-Muntásir parece haber estado implicado en dicho crimen. El partido turco logró entonces imponerse y excluir a los hermanos del califa de la futura sucesión, ante el temor por la venganza de la muerte de su padre. En lugar de éstos, se nombró sucesor al hijo del califa.
Al-Muntásir contó con muchos apoyos porque, al contrario que su padre, era partidario de la casa de Alí y del islam chií; además levantó la prohibición de peregrinaje a las tumbas de Hasan ibn Ali y Husáyn ibn Ali.
Su reinado sólo duró medio año. Es el primero de los abasíes cuya tumba se conoce, pues la mandó construir su madre, una esclava de origen griego.
| Predecesor: Al-Mutawákkil | Califa abasí 861–862 | Sucesor: Al-Musta'ín |

- Datos: Q284012
- Multimedia: Al-Muntasir / Q284012